# سون یانگ
سون یانگ (انگلیسی: Sun Yang؛ زادهٔ ۱ دسامبر ۱۹۹۱) یک شناگر اهل چین است.
وی دارای قهرمانی‌ها و افتخارات بسیاری است که از مهم‌ترین آنها کسب دو مدال طلا در شنای ۴۰۰ متر آزاد و ۱۵۰۰ متر آزاد، کسب مدال نقره در ۲۰۰ متر آزاد و کسب مدال برنز در  ۴×۲۰۰ متر آزاد امدادی در بازی‌های المپیک تابستانی ۲۰۱۲ و همچنین کسب ۵ مدال طلا در مسابقات جهانی ورزش‌های آبی و کسب ۵ مدال طلا در مسابقات آسیایی است.